# Paracuellos
Paracuellos é um município da Espanha na província de Cuenca, comunidade autónoma de Castilla-La Mancha, de área 122,95 km² com população de 149 habitantes (2007) e densidade populacional de 1,24 hab/km².

## Demografia
| Variação demográfica do município entre 1991 e 2004 | Variação demográfica do município entre 1991 e 2004 | Variação demográfica do município entre 1991 e 2004 | Variação demográfica do município entre 1991 e 2004 |
| --------------------------------------------------- | --------------------------------------------------- | --------------------------------------------------- | --------------------------------------------------- |
| 1991                                                | 1996                                                | 2001                                                | 2004                                                |
| 186                                                 | 160                                                 | 155                                                 | 153                                                 |